# Chiesa di San Marco (Vigevano)
La chiesa di San Marco è un edificio religioso sito a Vigevano, in provincia di Pavia e diocesi di Vigevano.

## Descrizione e storia
La chiesa è situata in località Cascina San Marco. Prese il nome da un'antica chiesa forse altomedievale, appartenuto ai Templari, situata vicino a un mulino sul Terdoppio. Nel 1515 la chiesa vecchia, ormai cadente, venne sostituita dalla nuova, inglobata nella cascina. Nel 1743 la chiesa era nuovamente in pessime condizioni ed, essendo prossima alla rovina, nel 1806 la signora Bolognara vedova Borgnis la fece ricostruire; nello stesso anno il vicario capitolare Tornaghi la benedisse.
Da sempre poco frequentata, a partire dall'800 il suo utilizzo si è sempre più diradato, seguendo lo spopolamento della cascina. Fu chiusa dopo il 1930 e utilizzata come magazzino; ormai in disuso e destinata nuovamente alla rovina, nel 2020 è stata danneggiata da vandali e, successivamente, parte del tetto è crollata.